# Martin Brauen
Martin Brauen (n. 15 martie 1948, Berna, Elveția) este un specialist în antropologie culturală din Berna, Elveția, care s-a specializat în Tibet, Himalaya și istoria religiilor.

## Biografie
Martin Brauen a studiat etnologia și istoria religiilor la Universitatea din Zürich și a parcurs studii budiste la Universitatea din Delhi.
A obținut titlul de doctor al Universității din Zürich cu teza Sărbătorile și ceremoniile în Ladakh și gradul de Privatdozent (abilitare în domeniul antropologiei religiilor). Începând din 1975 a ocupat mai multe posturi în cadrul Muzeului Etnografic al Universității din Zürich (șef al departamentului „Himalaya, Tibet și Orientul Îndepărtat”, director adjunct și director interimar) și a devenit lector. Din 2008 până în 2012 a fost curatorul șef al Muzeului de Artă Rubin din New York.
Ulterior, a lucrat pe post de curator independent: Kosmos – Rätsel der Menschheit (Museum Rietberg); Yak, Yetis, Yogis - Tibet im Comic (Museum Rietberg); Bill Viola: Passions (în Catedrala din Berna); Cesar Ritz (în gara veche Niederwald).
Brauen este autor al mai multor cărți și organizator al mai multor expoziții despre Tibet, Bhutan, Nepal, Ladakh și Japonia. Printre cărțile sale, Mandala: Sacred Circle in Tibetan Buddhism, este cea mai cunoscută publicului larg și a fost tradusă în șase limbi. O alt carte binecunoscută este, de asemenea, Dreamworld Tibet – Western Illusions (în germană: Traumwelt Tibet).
Martin Brauen a produs, de asemenea, mai multe filme și documentare despre Tibet și Himalaya și a lucrat în domeniul dezvoltării regionale la un ONG din Elveția (Brot für alle).
El i-a întâlnit pentru prima dată pe tibetani în 1965 și pe cel de-al 14-lea Dalai Lama în 1970, în timpul unui interviu, și s-a angajat de atunci în promovarea cauzei tibetane. Este căsătorit cu artista tibetană Sonam Dolma Brauen, cu care are doi copii, actrița și scriitoarea Yangzom Brauen și artistul Tashi Brauen.
Străbunicul lui Martin Brauen, Élie Ducommun, care a primit Premiul Nobel pentru Pace în anul 1902, a fost un cunoscut pacifist.

## Scrieri
- 2014: Bill Viola: Passions (cu Kathleen Bühler), Kunstmuseum Bern/Cathedral of Berne
- 2014: Kosmos – Weltentwürfe im Vergleich (cu Albert Lutz ș.a.), Museum Rietberg Zürich/Verlag Scheidegger & Spiess AG, Zürich, ISBN: 978-3-85881-451-7
- 2011: Quentin Roosevelt’s China – Ancestral Realms of the Naxi (cu Christine Mathieu și Cindy Ho), Rubin Museum of Art, New York / Arnoldsche Art Publishers, Stuttgart
- 2010: Grain of Emptiness – Buddhism-inspired contemporary art (cu Mary Jane Jacob) Rubin Museum of Art, New York, ISBN: 978-0-9772131-9-1
- 2009: Mandala – Sacred Circle in Tibetan Buddhism (cu Helen Abbott) Arnoldsche /Rubin Museum of Art, Stuttgart/New York,  ISBN: 978-3-89790-305-0
- 2005: The Virtual Mandala – The Tibetan Book of the Dead/ Das tibetische Totenbuch (cu Claudio Dal Pra), Art Adventures, Zürich, ISBN: 3-9522726-7-1 (partea 1), ISBN: 978-3-9522726-8-8 (partea 2)
- 2005: Die Dalai Lamas – Tibets Reinkarnationen des Bodhisattva Avalokiteshvara, Arnoldsche Art Publishers, Stuttgart,ISBN: 3-89790-219-2
- 2005: The Dalai Lamas – A Visual History, Serindia, Publications, Chicago, ISBN: 1-932476-22-9
- 2005: Les Dalaï-Lamas – Les 14 réincarnations du bodhisattva Avalokiteshvara, Favre, Lausanne, ISBN: 2-8289-0840-2
- 2004: Mandala – Cercle sacré du bouddhisme tibétain, Favre, Lausanne, ISBN: 2-8289-0772-4
- 2004: Dreamworld Tibet – Western Illusions, Weatherhill, Trumbull, ISBN: 083-4805-464
- 2003: Bambus im alten Japan / Bamboo in Old Japan, Arnoldsche Art Publishers, Stuttgart (cu Patrizia Jirka-Schmitz), ISBN: 3-89790-190-0
- 2002: Peter Aufschnaiter’s Eight Years in Tibet, Orchid Press, Bangkok, ISBN: 974-524-012-5
- 2000: Traumwelt Tibet – Westliche Trugbilder, Haupt, Bern-Stuttgart-Wien, ISBN: 3-258-05639-0
- 2000: Deities of Tibetan Buddhism – The Zürich Paintings of the Icons Worthwhile to See (cu Martin Willson), Wisdom Publications, Boston, ISBN: 0-86171-098-3
- 1999: Mandala – Il cercio sacro del buddhismo tibetano, Sovera editore, ISBN: 88-8124-074-2
- 1998: Mandala – Posvatny kruh tibetského buddhismu, Volvox Globator, Praha, ISBN: 80-7207-145-9
- 1998: De Mandala – De heilige cirkel van het Tibetaans boeddhisme, Asoka, ISBN: 90 5670 021 9
- 1997: The Mandala – Sacred Circle in Tibetan Buddhism, Shambhala, Boston, ISBN: 1-57062-296-5
- 1994: Irgendwo in Bhutan – Wo Frauen (fast immer) das Sagen haben, Verlag im Waldgut, Frauenfeld, ISBN: 3 7294 0202 1
- 1992: Das Mandala: Der Heilige Kreis im tantrischen Buddhismus, DuMont, Köln, ISBN: 3-7701-2509-6
- 1993: Anthropology of Tibet and the Himalaya (cu Charles Ramble), Ethnologische Schriften Zürich, ESZ 12, Ethnological Museum of the University of Zurich, ISBN: 3-909105-24-6
- 1984: Nepal – Leben und Überleben, Ethnologische Schriften Zürich, ESZ 2, Völkerkundemuseum der Universität Zürich
- 1983: Peter Aufschnaiter – Sein Leben in Tibet, Steiger Verlag, Innsbruck, ISBN: 3-85423-016-8
- 1982: Junge Tibeter in der Schweiz – Studien zum Prozess kultureller Identifikation (cu Detlef Kantowsky), Verlag Rüegger, Diessenhofen, ISBN: 3 7253 0169 7
- 1982: Fremden-Bilder, Ethnologische Schriften Zürich, ESZ 1, Völkerkundemuseum der Universität Zürich
- 1980: Feste in Ladakh, Akademische Druck- und Verlagsanstalt, Graz, ISBN: 3-201-01122-3
- 1978: Tibetan Studies, prezentat la International Seminar of Young Tibetologists (cu Per Kværne), Völkerkundemuseum der Universität Zürich
- 1974: Heinrich Harrer’s Impressionen aus Tibet, Pinguin Verlag, Innsbruck
- 1969: Tibetische Kunst, Tibeta 69, Berna

## Legături externe
- Publicații de și despre Martin Brauen în catalogul Helveticat al Bibliotecii Naționale Elvețiene